# Joseph Park Babcock
Joseph Park Babcock (1893-1949) foi o responsável pela popularização do jogo Mahjong nos Estados Unidos. Nasceu em Lafayette, Indiana. Após formar-se em Engenharia Civil na Purdue University, passou a trabalhar para a Standard Oil Company. Em 1912, Babcock foi enviado a Suzhou, na China, como representante local da Standad Oil. Na China, ele e sua esposa aprenderam a jogar e a apreciar o jogo. Com o objetivo de introduzi-lo no mercado americano, Babcock criou uma versão simplificada de Mahjong e, em 1920, escreveu Rules of Mah-Jongg, que se tornaria o principal livro de regras para o mundo anglófono.